# Samsung Galaxy A3
Galaxy A3 là tên của một điện thoại thông minh bằng nhôm của Samsung. Nó được giới thiệu vào tháng 10 năm 2014.

## Tính năng
- Máy ảnh chính 8MP
- Máy ảnh trước 5MP
- Chip: Qualcomm Snapdragon 410 - lõi tứ, 1200 MHz, ARM Cortex-A53, 64-bit
- Đồ họa: Adreno 306
- 1GB RAM
- Bộ nhớ trong 16GB
- Pin: 1900mAh
- 4.5 Inch
- Độ phân giải: 540 x 960 pixels | 245 ppi
- Android 4.4.4
- 110gr
- Super AMOLED Display